# Touch the Sky (album A Touch of Class)
Touch the Sky – drugi i ostatni album niemieckiego zespołu A Touch of Class wydany 23 marca 2003 roku przez wytwórnię Sony BMG Music Entertainment. Zespół postanowił zakończyć działalność, gdy okazało się, że album jest porażką komercyjną.

## Lista utworów
1. Call On Me
2. Star
3. I'm In Heaven (When You Kiss Me)
4. New York City
5. Set Me Free
6. No Place Like Home
7. Secret World
8. Touch The Sky
9. Moment In Time
10. I'm Gonna Make You Mine
11. Maybe
12. Baby, Bye, Bye